# Степной (Пензенская область)
Степно́й — посёлок Волче-Вражского сельсовета Тамалинского района Пензенской области России. На 1 января 2004 года — 185 хозяйств, 508 жителей.

## География
Посёлок расположен на севере Тамалинского района, к востоку от центра сельсовета села Волчий Враг. Расстояние до районного центра пгт. Тамала — 40 км.

## История
По исследованиям историка — краеведа Полубоярова М. С., посёлок образован между 1931 и 1939 годами как центральная усадьба совхоза «Степь». До 2010 года — центр сельсовета. Согласно Закону Пензенской области № 1992-ЗПО от 22 декабря 2010 года передан в Волче-Вражский сельский совет Тамалинского района.

## Численность населения
| год                | 1959 | 1979 | 1989 | 1996 | 2004 |
| ------------------ | ---- | ---- | ---- | ---- | ---- |
| количество жителей | 542  | 499  | 486  | 519  | 508  |

## Улицы
- Западная;
- Молодёжная;
- Новая;
- Северная
- Центральная.

## Инфраструктура
В селе имеются: почта, телефон, основная школа, фельдшерско-акушерский пункт.